# Johnny le dangereux
Pour plus de détails, voir Fiche technique et Distribution.
Johnny le dangereux (Johnny Dangerously) est un film américain réalisé par Amy Heckerling, sorti en 1984.

## Synopsis
Dans les années 1930 aux États-Unis, un jeune garçon au tempérament vif intègre la mafia locale et devient au fil des années un membre respecté et influent de l'organisation.

## Fiche technique
- Titre français : Johnny le dangereux
- Titre original : Johnny Dangerously
- Réalisation : Amy Heckerling
- Scénario : Harry Colomby, Jeff Harris, Bernie Kukoff & Norman Steinberg (en)
- Musique : John Morris
- Photographie : David M. Walsh
- Montage : Pembroke J. Herring
- Production : Michael Hertzberg
- Sociétés de production : Edgewood Productions et 20th Century Fox
- Société de distribution : 20th Century Fox
- Pays :  États-Unis
- Langue : Anglais
- Format : Couleur - Stéréo - 35 mm - 1.85:1
- Genre : Comédie
- Durée : 87 min
- Dates de sortie :
  - États-Unis : 21 décembre 1985
  - France : fin 1985[1] (uniquement en province), 1987 (sortie en VHS)[1]

## Distribution
- Michael Keaton (VF : Luq Hamet) : Johnny Kelly dit Johnny le dangereux
- Joe Piscopo (VF : Jean-Pierre Leroux) : Danny la vermine
- Marilu Henner : Lili Sheridan
- Griffin Dunne (VF : Vincent Violette) : Tommy Kelly
- Maureen Stapleton (VF : Paule Emanuele) : Maman Kelly
- Peter Boyle (VF : Jean-Pierre Moulin)  : Jocko Dundee
- Danny DeVito (VF : Philippe Dumat) : Le procureur Burr
- Richard Dimitri (VF : Mario Santini) : Roman Moroni
- Glynnis O'Connor (VF : Odile Schmitt) : Sally
- Scott Thomson : Charley
- Carl Gottlieb (VF : Roger Lumont) : Dr. Magnus
- Byron Thames (VF : Olivier Korol) : Johnny jeune
- Ray Walston : Le kiosquier
- Dom DeLuise : Le pape
- Sudie Bond : Mary Margaret Catherine Dineen